# Teorías sobre el asentamiento premaorí en Nueva Zelanda

La opinión generalizada es que el asentamiento maorí en Nueva Zelanda y las Islas Chatham representa el punto final de una larga cadena de viajes de salto de isla en Oceanía.

Las Teorías sobre el asentamientoo premaori en Nueva Zelanda se formaron desde principios del siglo XX, la teoría de que los polinesios (maoríes) fueron el primer grupo étnico que se asentó en Nueva Zelanda —propuesta por primera vez por el capitán James Cook— ha sido dominante entre los arqueólogos y antropólogos. Sin embargo, antes de esa fecha y hasta la década de 1920, un pequeño grupo de destacados antropólogos propuso que el pueblo moriori de las islas Chatham representaba a un grupo premaorí de personas procedentes de Melanesia, que en su día vivieron en toda Nueva Zelanda. Aunque esta idea perdió el favor de los académicos, fue ampliamente publicada e incorporada a los libros de texto escolares, lo que ha prolongado su vida en el imaginario popular.
Algunos de los primeros visitantes de Nueva Zelanda especularon con la posibilidad de que los neozelandeses originales descendieran de los antiguos griegos, romanos o egipcios, y algunos misioneros cristianos pensaron que los antepasados maoríes pertenecían a las tribus perdidas de Israel. Estas ideas suelen incorporar aspectos de las teorías conspirativas, ya que se oponen a los últimos 100 años de investigación académica.

## Tradiciones orales maoríes

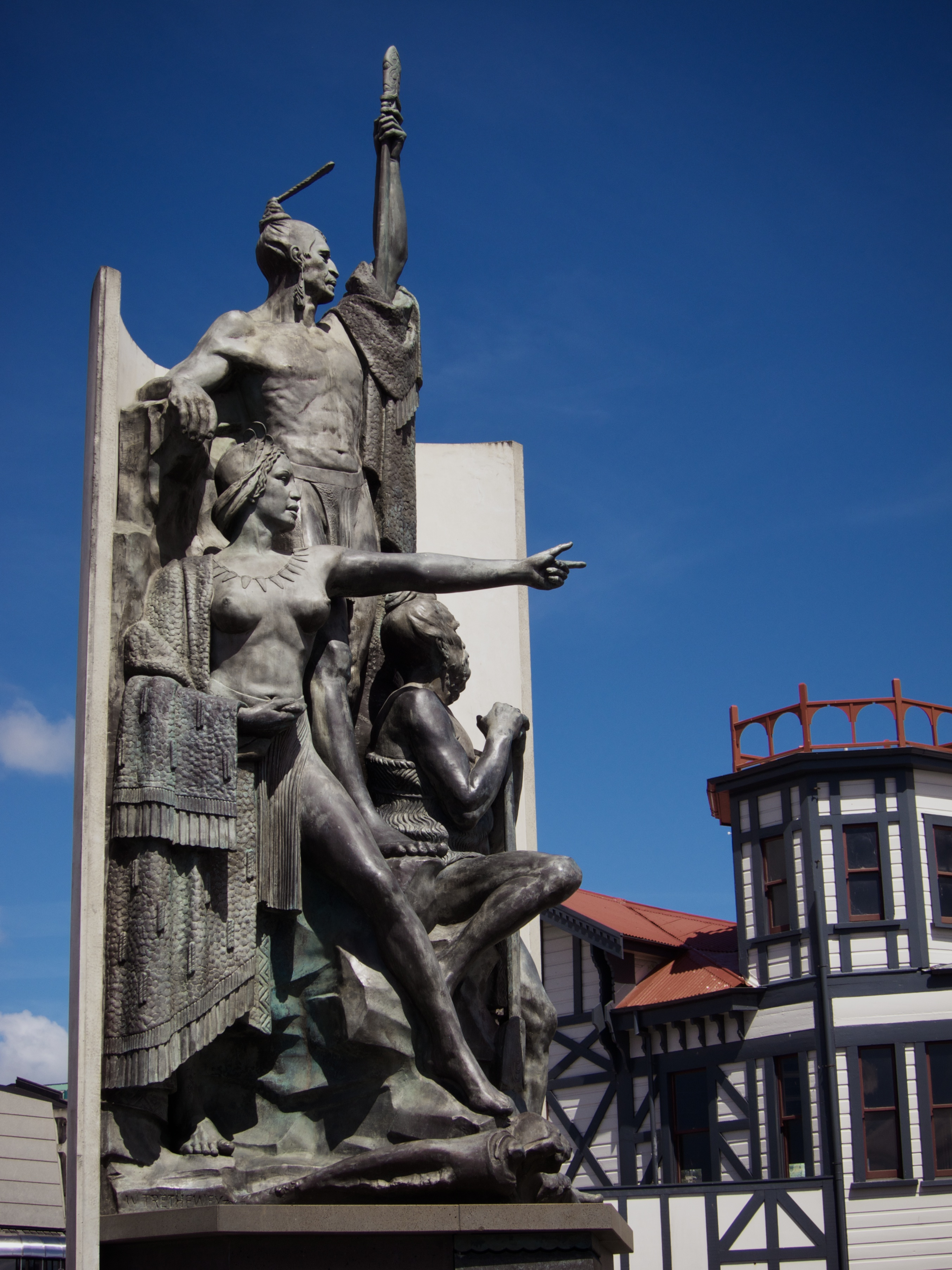
Escultura del legendario explorador Kupe.

La tradición oral maorí proporciona una especie de columna vertebral para las teorías premaoríes, que a veces citan la hipótesis de la Gran Flota, hoy desacreditada. Las tradiciones más remotas hablan de todo tipo de espíritus, hadas, gigantes y ogros que vivían en algunas partes de Nueva Zelanda cuando llegaron los maoríes. Los patupaiarehe de piel pálida son quizás los más conocidos, de los que se dice que los Ngāti Kura, Ngāti Korakorako y Ngāti Tūrehu son subgrupos. En la tradición oral, los patupaiarehe enseñaban a tejer y a fabricar redes a los maoríes, y no podían salir durante el día. Los ponaturi eran similares, ya que no toleraban la luz del sol, por lo que vivían en el océano.
En el sur de Westland, los Māhaki ki Makaawhio Te Tauraka Waka a Maui Marae, reciben su nombre en honor a una tradición que afirma que Maui desembarcó su canoa en la bahía de Bruce, cuando llegó a Nueva Zelanda. En un mito recogido en el lago Ellesmere/Te Waihora, Maui arrojó a un gigante al mar y lo enterró bajo una montaña para crear la zona que rodea la península de Banks. Una historia muy conocida es la de como Maui pescó la Isla Norte en el océano Pacífico, lo que Te Rangi Hīroa de Ngāti Mutunga sugiere que podría ser una forma de decir que «descubrió» la isla de la nada con un anzuelo mágico, aunque el resto del mito es muy fantasioso al decir que partes de su canoa se convirtieron en diferentes zonas de ambas islas.
Según las tradiciones de los descendientes Waitaha, los Ngāi Tahu, Rākaihautū capitán de la waka Uruaokapuarangi fue el primer hombre que pisó la Isla Sur excavando los numerosos lagos y vías fluviales y llenándolos de peces, llevó consigo a los antepasados de los grupos Te Kāhui Tipua, Te Kāhui Roko y Te Kāhui Waitaha. Según Āpirana Ngata de Ngāti Porou, Rākaihautū no fue al sur en absoluto, sino que su leyenda fue llevada hasta allí. Algunos relatos pueden decir que es un antepasado de Toi a través de una hija que se quedó en Te Patunuioāio, que a su vez es un antepasado de Kāti Mamoe, Te Kāhea, Ngāpuhi, Ngāti Rāhiri Tumutumu, y Hāwea en algunos relatos. Hāwea podría haber sido alternativamente una tribu diferente que llegó a los Kapakitua antes o en un momento similar al de Waitaha antes de fusionarse con ellos, con otras agrupaciones tribales antiguas que posiblemente incluyen a los Maero y Rapuwai.
En las tradiciones Ngāi Tūhoe, el «antepasado» de Toi, Tīwakawaka, fue el primero en colonizar el país a bordo de la canoa Te Aratauwhāiti, «pero únicamente se recuerda su nombre». Un hombre llamado Kahukura tomó la waka propia de Toi, la Horouta, y regresó a Hawaiki. Envió kumara de vuelta a las nuevas tierras con la canoa, que en las tradiciones de Ngāti Kahungunu iba acompañada de Kiwa, que más tarde navegó hasta Gisborne y se convirtió en el primer hombre del lugar.

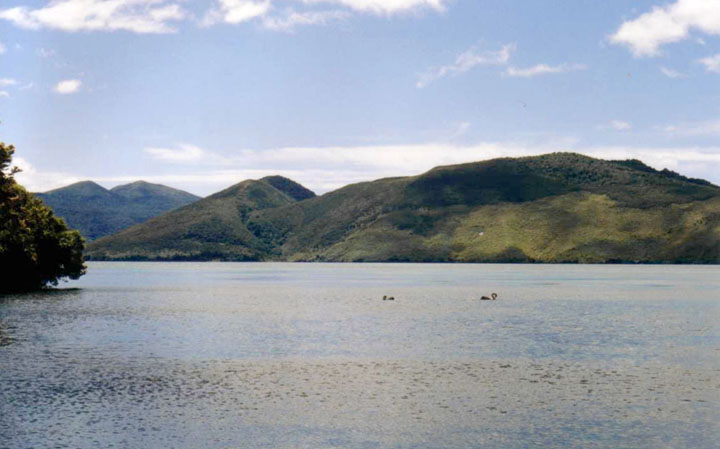
Lago Rotoaira.

Kupe y Ngahue fueron dos contemporáneos famosos por explorar Nueva Zelanda antes de que comenzaran los notables viajes de migración. El segundo descubrió el pounamu, el primero introdujo los primeros perros (kurī) y creó el lago Grassmere/Kapara Te Hau, para ahogar a Te Kāhui Tipua, a quienes se describía como «gigantes» u «ogros» que vivían en Marlborough en aquella época. Tanto Kupe como Ngahue regresaron a Hawaiki, aunque Ngahue volvió con los Te Arawa tras una guerra con Uenuku.
Según la tradición, los Ngāti Hotu y Ngāti Ruakopiri locales del lago Taupo y del lago Rotoaira fueron acosados por los Ngāti Tūwharetoa, y posteriormente empujados a la extinción en el «País del Rey» por los maoríes de Whanganui.

## Primera especulación europea

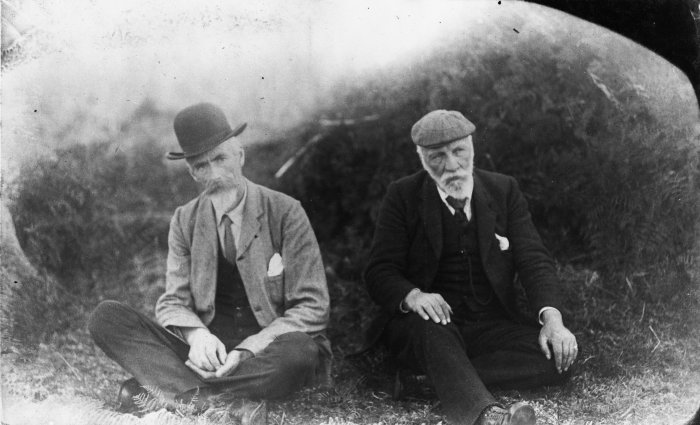
Elsdon Best con su compañero etnógrafo Perc y Smith. Los dos más prominentes defensores académicos del asentamiento pre-Māori.

Durante el siglo XIX se popularizaron las ideas sobre las migraciones arias, que se aplicaron a Nueva Zelanda. La obra The Aryan Maori (1885), de Edward Tregear, sugería que los arios de la India emigraron al sureste de Asia y de ahí a las islas del Pacífico, incluida Nueva Zelanda.
Los escritos de Percy Smith y Elsdon Best de finales del siglo XIX teorizaban sobre el asentamiento premaorí. Su trabajo inspiró la teoría de que los maoríes habían desplazado a una población premaorí más primitiva de moriori —a veces descrita como una etnia de baja estatura y piel oscura de posible origen Melanesia|melanesio—, en la Nueva Zelanda continental, y que los moriori de la isla de Chatham eran el último vestigio de esta etnia anterior. Julius von Haast se hizo eco de esta idea, sugiriendo que un pueblo nómada primitivo, que subsistía principalmente de la caza del  moa y de la pesca en la playa, fue sustituido por los maoríes, que introdujeron la agricultura y vivían en pequeñas aldeas.

## Reciente recuperación de las teorías de los asentamientos premaoríes

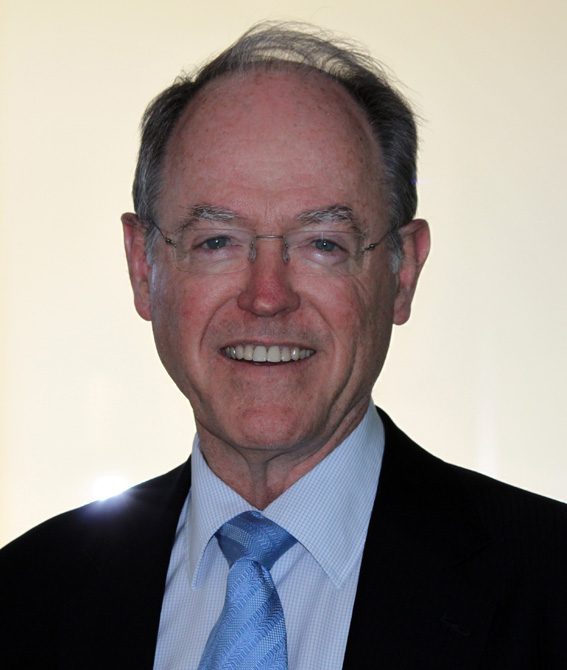
Don Brash, antiguo líder del Partido Nacional de Nueva Zelanda y máximo defensor de las teorías de la colonización premaorí.

Aunque la arqueología de arqueología neozelandesa moderna ha aclarado en gran medida las cuestiones relativas al origen y las fechas de las primeras migraciones, algunos teóricos han seguido especulando con que lo que hoy es Nueva Zelanda fue descubierto por melanesios, celtas, griegos, egipcios o chinos, antes de la llegada de los antepasados polinesios de los maoríes. Algunas de estas ideas también han sido apoyadas por políticos y personalidades de los medios de comunicación.
Una presentación anterior de la teoría del asentamiento europeo prepolinesio en Nueva Zelanda fue el panfleto de Kerry Bolton de 1987 Lords of the Soil («Señores de la tierra»), que afirma que «Polinesia ha sido ocupada por pueblos de procedencia europea desde la antigüedad».
Otros libros que presentan estas teorías son The Great Divide: The Story of New Zealand and its Treaty, (2012), del periodista Ian Wishart, y To the Ends of the Earth, de Maxwell C. Hill, Gary Cook y Noel Hilliam, que afirman que Nueva Zelanda fue descubierta por exploradores del antiguo Egipto y Grecia.
Los historiadores y arqueólogos descartan estas teorías. Michael King escribió en su historia de Nueva Zelanda: «A pesar de la plétora de teorías de aficionados sobre la colonización melanesia, sudamericana, egipcia, fenicia y celta de Nueva Zelanda, no hay ni una sola prueba de que los primeros pobladores humanos fueran algo más que polinesios», y Richard Hill, profesor de Estudios Neozelandeses de la Universidad Victoria de Wellington, dijo en 2012: «Ni una sola [de las teorías] ha pasado jamás un remoto escrutinio académico». Hugh Laracy, de la Universidad de Auckland, las calificó de «especulaciones descabelladas» que han sido «completamente descartadas por los especialistas académicos».
Otro historiador, Vincent O'Malley, y la Asociación Arqueológica de Nueva Zelanda consideran que las teorías tienen un elemento racista o, al menos, político, y tratan de poner en duda las afirmaciones del Tribunal de Waitangi. Scott Hamilton, en No to Nazi Pseudo-history: an Open Letter (No a la pseudohistoria nazi: una carta abierta), explica con más detalle las objeciones a las teorías de Bolton y Martin Doutré.

### Supuestas pruebas

#### Lugares

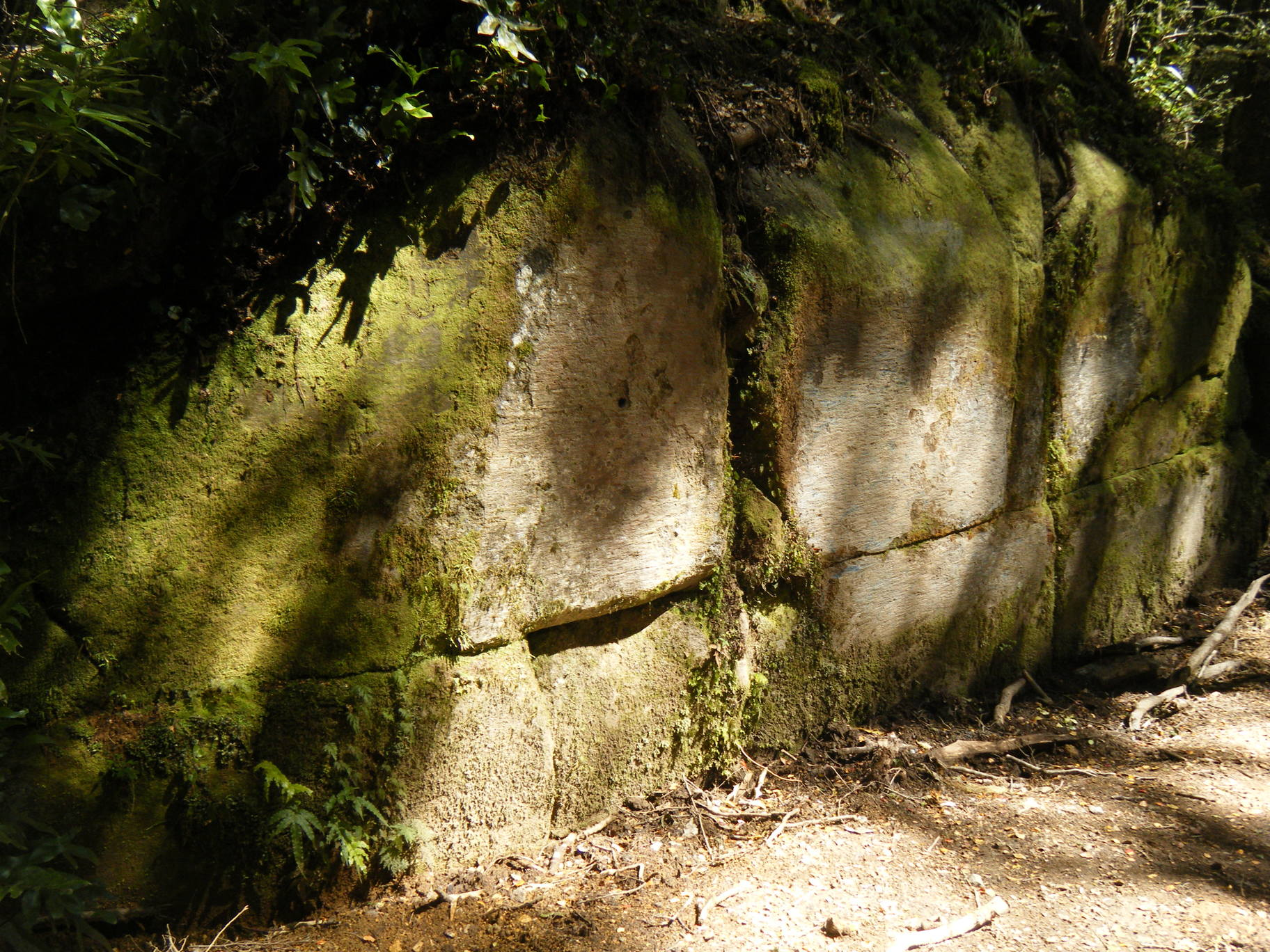
Muro de Kaimanawa.

Un lugar frecuentemente relacionado por los teóricos como prueba de los colonos prepolinesios es el Muro de Kaimanawa, que algunos afirman que es un vestigio de una antigua construcción humana que los maoríes no pudieron construir porque no edificaban con piedra de esa forma. El controvertido autor Barry Brailsford afirmó que los «ancianos waitaha» dijeron que se había construido antes de su llegada. Varios antropólogos y geólogos han llegado a la conclusión de que la formación es un afloramiento natural de ignimbrita formado hace 330.000 años.(38°56′56″S 176°11′14″E / -38.9488079, 176.1873391)  Un georradar de penetración en el suelo de la zona que rodea la formación confirmó que no forma parte de una pirámide, ya que la roca no presenta regularidades ni cámaras a una profundidad de 12 metros, y no se ha encontrado ningún metal en un escáner geomagnético.
Martin Doutré afirma en un libro de 1999 que los cantos rodados situados en una colina de Silverdale (región de Auckland) son artefactos dejados por una población celta prepolinesia, que, según esta teoría, se conocía como patupaiarehe, y que utilizaba los cantos rodados como parte de un sistema que se extendía por la zona, utilizado para el seguimiento del calendario y las funciones de prospección. Bruce Hayward, portavoz de la Sociedad Geológica, afirma que los cantos rodados se formaron en el océano hace 70 millones de años y fueron empujados de forma natural hacia las colinas con el paso del tiempo. Los cantos rodados de Moeraki son otro conjunto de cantos rodados que se encuentran en la playa de Koekohe, en la región de Otago.
Otras supuestas estructuras y creaciones de los colonos prepolinesios se describen como la «ciudad de piedra» de Waipoua, el «observatorio solar del valle de Waitapu (Maunganui Bluff)», incluyendo la colina Puketapu y una montaña en Hokianga, una «aldea de piedra» en el Parque Regional de Tapapakanga, y todo tipo de petroglifos y tallas encontradas en las islas. La mayoría de estas ideas son propuestas por Martin Doutré.

#### Gente blanca
David Rankin, un anciano desaprensivo Ngāpuhi, ha llamado la atención sobre las leyendas maoríes que sugieren que los pueblos, algunos de ellos de piel clara, ya estaban presentes en las islas cuando llegaron los polinesios, y ha afirmado la existencia de una conspiración entre los académicos para suprimir la investigación. En sus teorías, se basa en ideas de Ian Wishart y Maxwell Hill.
Los teóricos suelen señalar a la señora Matamua como fuente de pruebas de que los maoríes de piel pálida, pelo dorado y ojos verdes existieron y existen. La señora Matamua afirma ser una de los aproximadamente 2.000 descendientes vivos de Ngāti Hotu —así como de Ngāti Maru, Ngāti Tūwharetoa y Whanganui Māori—, afirmando además que los antepasados del grupo salieron de Irán, a través de Borneo, hace mucho tiempo. Tras someterse a una prueba genealógica de ADN con el Proyecto Genográfico de la National Geographic Society, su haplogrupo materno ha sido identificado como B4, y sus resultados regionales arrojaron un 28% de asiáticos del noreste, un 20% de asiáticos del sureste, un 18% de oceánicos, un 12% de europeos del norte, un 12% de mediterráneos, un 6% de africanos subsaharianos y un 4% de asiáticos del suroeste, y sus poblaciones de referencia fueron los vietnamitas y los puertorriqueños. La señora Matamua afirma además que los Ngāi Tūhoe «son de Ngāti Hotu».
Los teóricos pueden afirmar que los persas fueron exiliados de la zona al oeste de la India a Perú después de navegar por la África austral, para ser perseguidos de nuevo a Rapanui con Hotu Matuꞌa como su líder en ese momento, y luego extenderse al resto de la Polinesia, terminando así con un grupo premaorí que había sido perseguido por medio mundo para finalmente establecerse en Nueva Zelanda. Un estudio publicado en la revista Nature por la Universidad de Stanford el 8 de julio de 2020 concluyó que alrededor de 1150-1230 se había producido un «único evento de contacto compartido» entre los polinesios y los amerindios de la costa colombiana antes del asentamiento de Rapanui. El estudio analizó 807 individuos de 17 poblaciones isleñas y 15 grupos indígenas americanos de la costa del Pacífico,, habiéndose encontrado la primera mezcla en el sur de las Islas Marquesas, que aparentemente se extendió a las islas cercanas y finalmente llegó a Rapanui en 1380. Se necesitarán futuras investigaciones para evaluar la posibilidad de que haya habido más eventos de contacto y explorar otras hipótesis alternativas.